# Ocotea urbaniana
Ocotea urbaniana är en lagerväxtart som beskrevs av Carl Christian Mez. Ocotea urbaniana ingår i släktet Ocotea och familjen lagerväxter. Inga underarter finns listade i Catalogue of Life.